# Tuleap
Tuleap est une solution de gestion du cycle de vies des applications (ALM) d'Entreprise Open Source et Agile. Développé et maintenu par Enalean, une entreprise française basée à Chambéry, Tuleap permet de suivre tous types de tickets, de gérer des projets qu'ils soient agiles ou/et en cascade (« waterfall »), de gérer les exigences et d'automatiser les développements.
Depuis sa création en 2010, Tuleap est utilisé par plusieurs milliers d'utilisateurs dans le monde pour leurs développements professionnels et industriels, dans de grandes entreprises telles que Ericsson, STMicroelectronics, Renault, Orange, Jtekt (groupe Toyota), Atos, etc.[source secondaire souhaitée]

## Fonctionnalités
Tuleap est composée d'outils qui lui sont propres et s'intègrent avec des outils de développement comme Git ou Jenkins.

### Outils Tuleap
- Système de « tracker » pour suivi des bugs, tâches, demande de support, exigences, stories...
- Visualisation graphiques de diagrammes de Gantt, de barres, de camemberts et de tableaux de cartes (« cardwall »)
- Outil de suivi de projet et planification pour les méthodes Kanban et Scrum
- Gestion des tests manuels et automatisés
- Gestionnaire de documents

### Intégration
Tuleap est intégré avec :
- les outils  Git, Subversion et CVS,
- avec Gerrit pour la revue de code,
- avec Hudson et Jenkins pour l'intégration continue,
- avec Eclipse via un connecteur Mylyn[3],
- avec Mediawiki.
- Tuleap peut s'intégrer avec un annuaire LDAP et propose une API REST et SOAP.

## Récompenses
Tuleap a obtenu plusieurs prix.
Le site Opensource.com, supporté par RedHat, a nommé Tuleap dans les:
- "Top 7 des outils open source pour les équipes Agiles en 2018 " [4]
- "Top 11 des outils de gestion de projets en 2016" [5]

Le magazine américain InfoWorld l'a classé:
- "Bossie Awards en 2013 comme un des meilleurs outils de Développement Logiciel Open Source" [6],[7]

## Licence et CodeSource
Tuleap est un logiciel libre sous licence GPL v2. Tuleap est principalement développé en PHP ainsi qu'en JavaScript, LESS CSS, Perl, HTML, et SQL. Le code source du projet est géré sous Git.

## Utilisateurs
Tuleap est utilisé par des petites et des grandes équipes, de différents secteurs d'activité:
Grands groupes industriels et technologiques:
- Airbus [8],[9]
- CEA [10]
- Orange[11][source secondaire souhaitée]
- STMicroelectronics[12][source secondaire souhaitée]

Organisations publiques :
- Programme VITAM du Gouvernement Français[source secondaire souhaitée]
- Ministère Indien des Nouvelles Technologies[13]
- Organisation Publique Portugaise[source secondaire souhaitée]

Consortium et projets Open Source:
- Fondation Eclipse[14]
- Projet Ring[15]

Start-ups:
- SleepInnov Technology (médical)[source secondaire souhaitée]
- HRV Simulation (réalité virtuelle)[source secondaire souhaitée]
- Capsys (informatique Industrielle)[16]

## Fonctionnement du projet Tuleap

### Communauté
La communauté Tuleap est composée de contributeurs bénévoles, des développeurs de la société éditrice Enalean, de grands groupes qui sponsorisent les développements et de projets open source[source secondaire souhaitée].

## Historique
Tuleap est l'une des forges libres issues de la base de code de SourceForge, avec comme cousines des FusionForge, Savane ou Codendi.
Elle fut longtemps développée principalement pour une utilisation en interne par Xerox à Meylan sous le nom de CodeX puis Codendi, puis en partenariat avec son client principal STMicroelectronics. Elle a été éditée commercialement à partir de 2011, par l'équipe chargée de son développement et intégration à ST à Grenoble, toujours sous forme de logiciel libre.

## Architecture
Tuleap repose sur une architecture LAMP : GNU/Linux (Red Hat Enterprise Linux, CentOS ou Debian), Apache, MySQL, PHP.

## Autres forges libres
- Fusionforge
- Redmine
- Trac
- ChiliProject

## Autres forges propriétaires
Jira (pour le module tracker)
Team Server Foundation
Codendi